# Stefan Wiśniewski (porucznik)
Stefan Wiśniewski (ur. 3 września 1924 w Hartowcu, zm. 23 czerwca 2009 w Braniewie) – żołnierz polski, uczestnik II wojny światowej, nauczyciel, działacz społeczny i kombatancki, porucznik Wojska Polskiego w stanie spoczynku.

## Życiorys

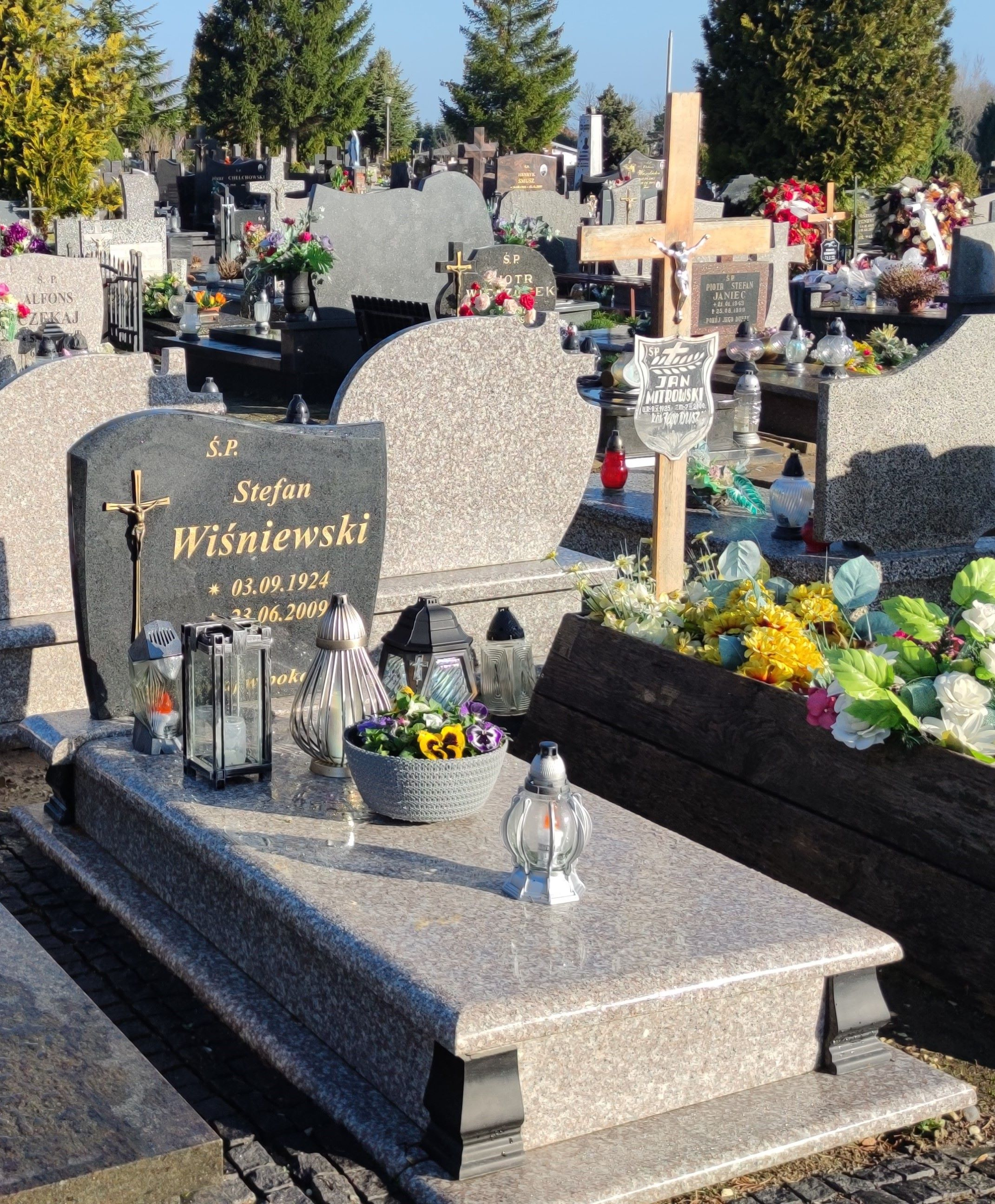
Grób Stefana Wiśniewskiego na cmentarzu przy ul. Elbląskiej w Braniewie

Stefan Wiśniewski urodził się w 3 września 1924 roku w Hartowcu (obecnie powiat działdowski). Był jednym z sześciorga dzieci Józefa i Anny. Szkołę podstawową i pierwszą klasę gimnazjum ukończył w Działdowie. W przeddzień wybuchu II wojny światowej, w ostatnich dniach sierpnia 1939, został wraz z matką i rodzeństwem transportem rodzin kolejarzy z Działdowa ewakuowany w rejon Włodawy. Tam w miejscowości Osowa dołączył do rodziny ojciec, który w czasie wyjazdu rodziny był na służbie dyżurnego ruchu na kolei. W 1940 rodzina powróciła do Działdowa. Ponieważ ich mieszkanie było już zajęte przez niemieckiego kolejarza, rodzina została zakwaterowana w baraku. Stefan najpierw pracował u niemieckiego rolnika w pobliskiej wsi, potem dostał pracę u Niemca w sklepie spożywczym. Wiosną 1943 został wezwany do stawienia się do pracy w tworzonej brygadzie pracy przymusowej. Został transportem wywieziony na Zachód, gdzie pod nadzorem Wehrmachtu budował fortyfikacje nad Morzem Północnym w Belgii i Holandii. Po desancie aliantów na Normandię 6 czerwca 1944 (D-Day) przez dwa tygodnie ukrywał się u Francuzów związanych z ruchem oporu. Gdy w lipcu 1944 do Normandii została przerzucona 1 Dywizja Pancerna gen. Maczka, zgłosił się na ochotnika do Wojska Polskiego. Otrzymał przydział do 2 kompanii 8 batalionu strzelców. Chrzest bojowy przeszedł we wrześniu 1944 w bitwach o Ypres i Gandawę. Brał udział w walkach w Belgii, Francji i Holandii i zakończył swój szlak bojowy w Niemczech, w porcie wojennym w Wilhelmshaven. Za udział w wyzwoleniu holenderskiego miasta Breda prawie bez strat wśród ludności cywilnej i w zabudowie miejskiej otrzymał honorowe obywatelstwo tegoż miasta. Po zakończeniu wojny dwa lata spędził w Niemczech. W 1947 powrócił w rodzinne strony. W 1949 zdał maturę, został nauczycielem, a później kierownikiem szkoły w Pieniężnie. W 1965 został pierwszym dyrektorem nowo wybudowanej Szkoły Podstawowej nr 3 w Braniewie. W 1977 ukończył studia w Wyższej Szkole Pedagogicznej w Olsztynie, uzyskując tytuł magistra. W 1984 roku, po 19 latach pracy w braniewskiej „Trójce”, odszedł na emeryturę. Następnie uzyskał w Instytucie Doskonalenia Nauczycieli w Poznaniu kwalifikacje do nauczania języka niemieckiego. Będąc na emeryturze pracował jeszcze przez 10 lat jako nauczyciel tego języka. Na emeryturze uczestniczył również aktywnie w życiu miasta Braniewa jako kombatant i społecznik.

## Odznaczenia
Za służbę w Polskich Siłach Zbrojnych na Zachodzie oraz za powojenną działalność na polu edukacji otrzymał szereg odznaczeń, w tym m.in.:
- Medal Wojska
- Medal Wojny 1939–1945
- Krzyż Kawalerski Orderu Odrodzenia Polski
- Złoty i Srebrny Krzyż Zasługi
- Medal Komisji Edukacji Narodowej[1]

## Życie prywatne
Był dwukrotnie żonaty. Z żoną Radosławą (zm. 1983) wychował dwoje dzieci, Wiesławę i Witolda. Zmarł 23 czerwca 2009 roku w Braniewie. Pochowany został na cmentarzu przy ul. Elbląskiej.

## Galeria zdjęć

Wystawa Żołnierska droga Stefana Wiśniewskiego, Braniewo 14–30 września 2020
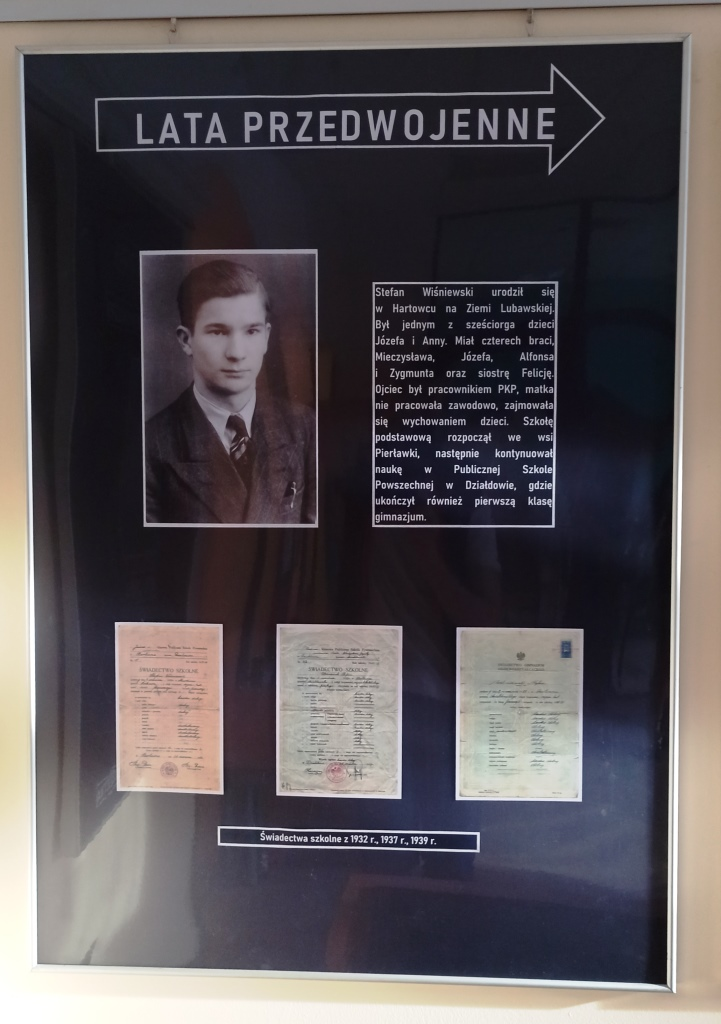
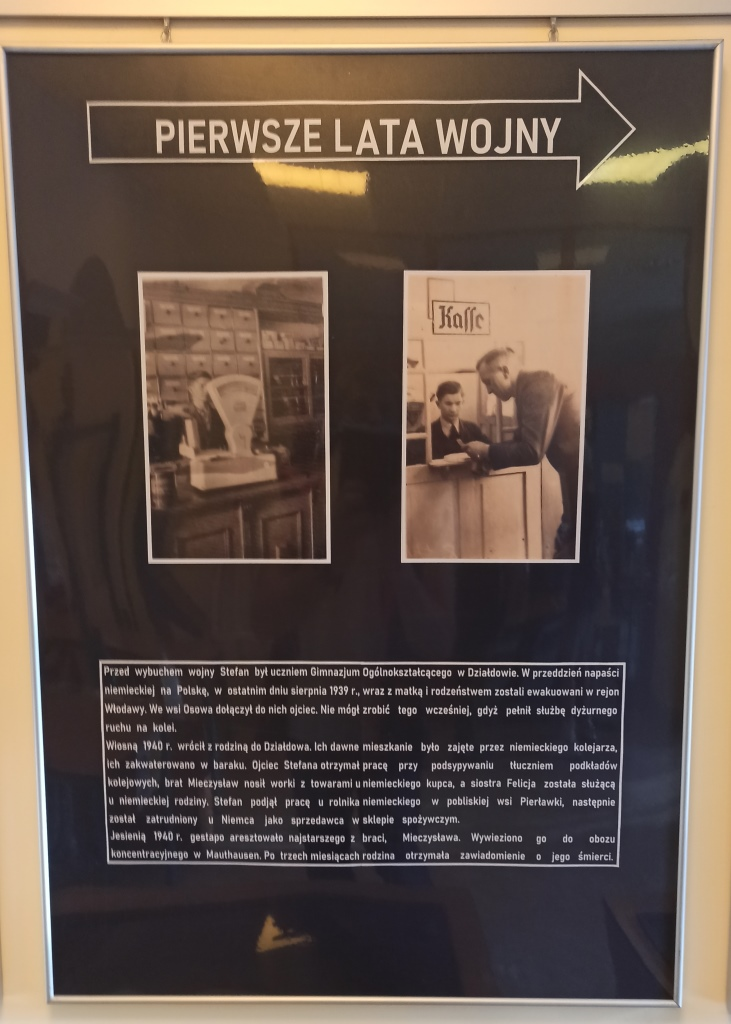
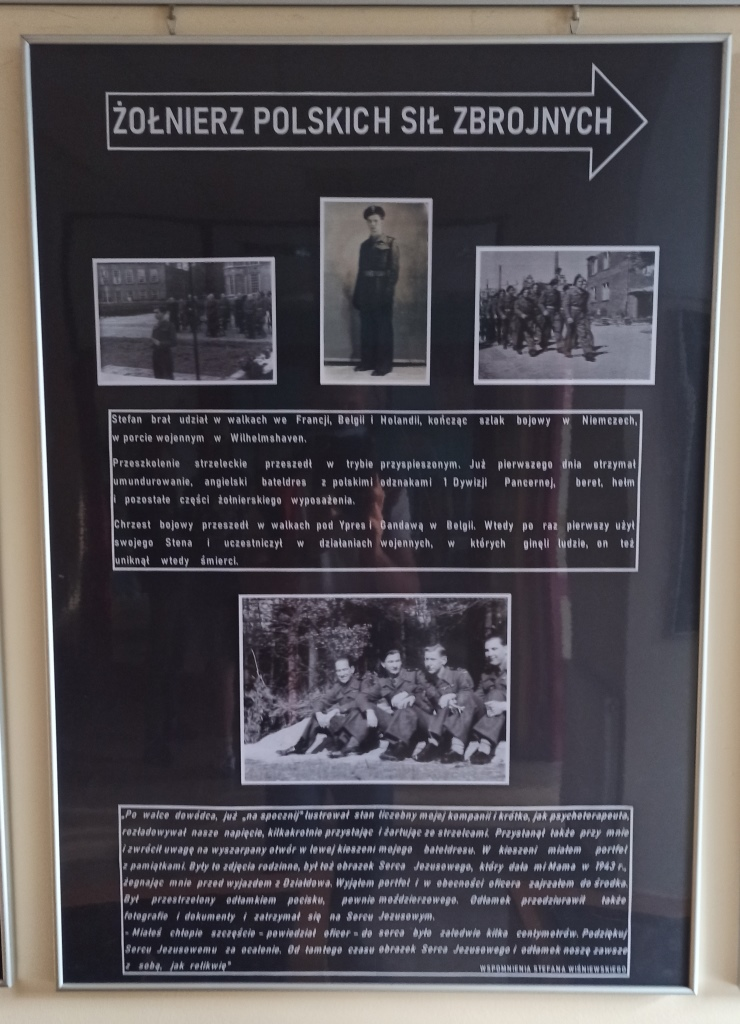
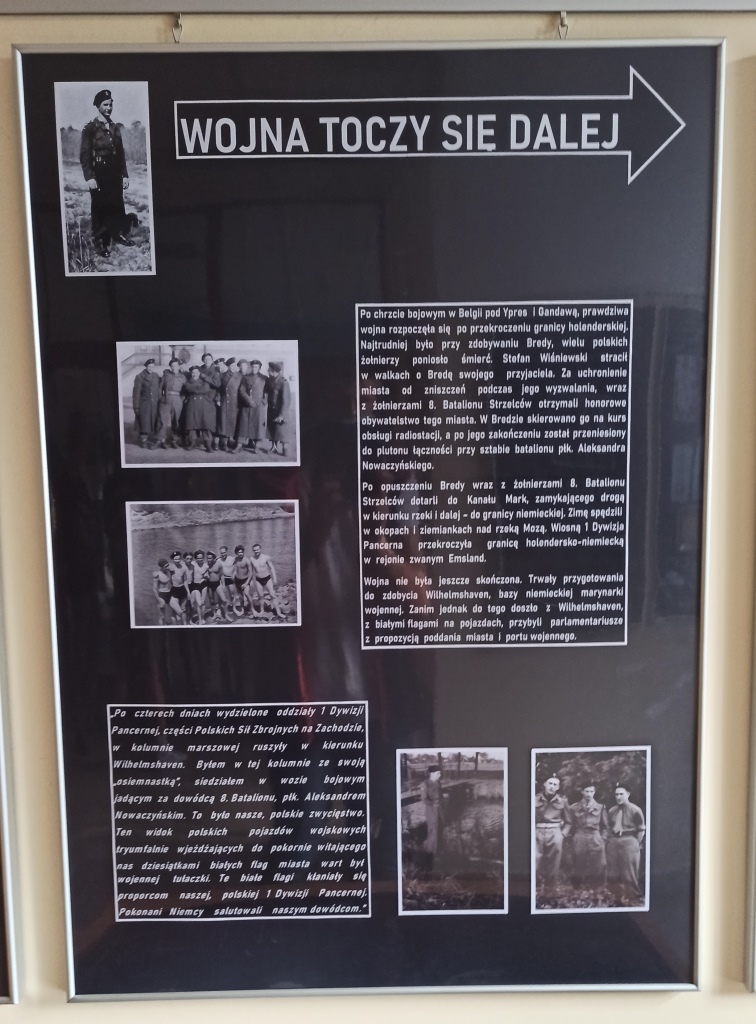